# Ollie Matson
Ollie Genoa Matson II (Trinity, 1º maggio 1930 – Los Angeles, 19 febbraio 2011) è stato un velocista e giocatore di football americano statunitense nel ruolo di running back nella National Football League (NFL).
Vinse una medaglia d'argento e una di bronzo a Helsinki 1952 e fu inserito nella Pro Football Hall of Fame nel 1972.

## Carriera nel football
Matson fu scelto come terzo assoluto nel Draft NFL 1952 dai Chicago Cardinals. Nella sua prima stagione condivise il premio di rookie dell'anno con Hugh McElhenny dei San Francisco 49ers. Nel corso dei suoi 14 anni di carriera, Matson giocò anche per i Los Angeles Rams (i Cardinals lo scambiarono per nove giocatori dei Rams dopo la stagione 1958), i Detroit Lions e i Philadelphia Eagles, venendo convocato per il Pro Bowl sei volte (1952, 1954-1958). Quando Matson si ritirò nel 1966, le sue 12.799 yard guadagnate in carriera lo ponevano al secondo posto di tutti i tempi, dietro al solo Jim Brown.

### Vittorie e premi
- (6) Pro Bowl (1952, 1954, 1955, 1956, 1957, 1958)
- (7) All-Pro (1952, 1954, 1955, 1956, 1957, 1958, 1959)
- MVP del Pro Bowl (1956)
- Formazione ideale della NFL degli anni 1950
- Pro Football Hall of Fame (classe del 1972)
- College Football Hall of Fame

### Statistiche
| Yard su corsa      | 5.173 |
| Touchdown su corsa | 40    |

## Carriera nell'atletica leggera
Matson vinse una medaglia di bronzo nei 400 metri piani e una medaglia d'argento nella staffetta 4×400 metri ai Giochi olimpici del 1952, tenutisi a Helsinki, Finlandia.

### Palmarès
| Anno | Manifestazione  | Sede     | Evento      | Risultato | Prestazione | Note |
| ---- | --------------- | -------- | ----------- | --------- | ----------- | ---- |
| 1952 | Giochi olimpici | Helsinki | 400 m piani | Bronzo    | 46"8        |      |
| 1952 | Giochi olimpici | Helsinki | 4×400 m     | Argento   | 3'04"0      |      |